# DAF XD

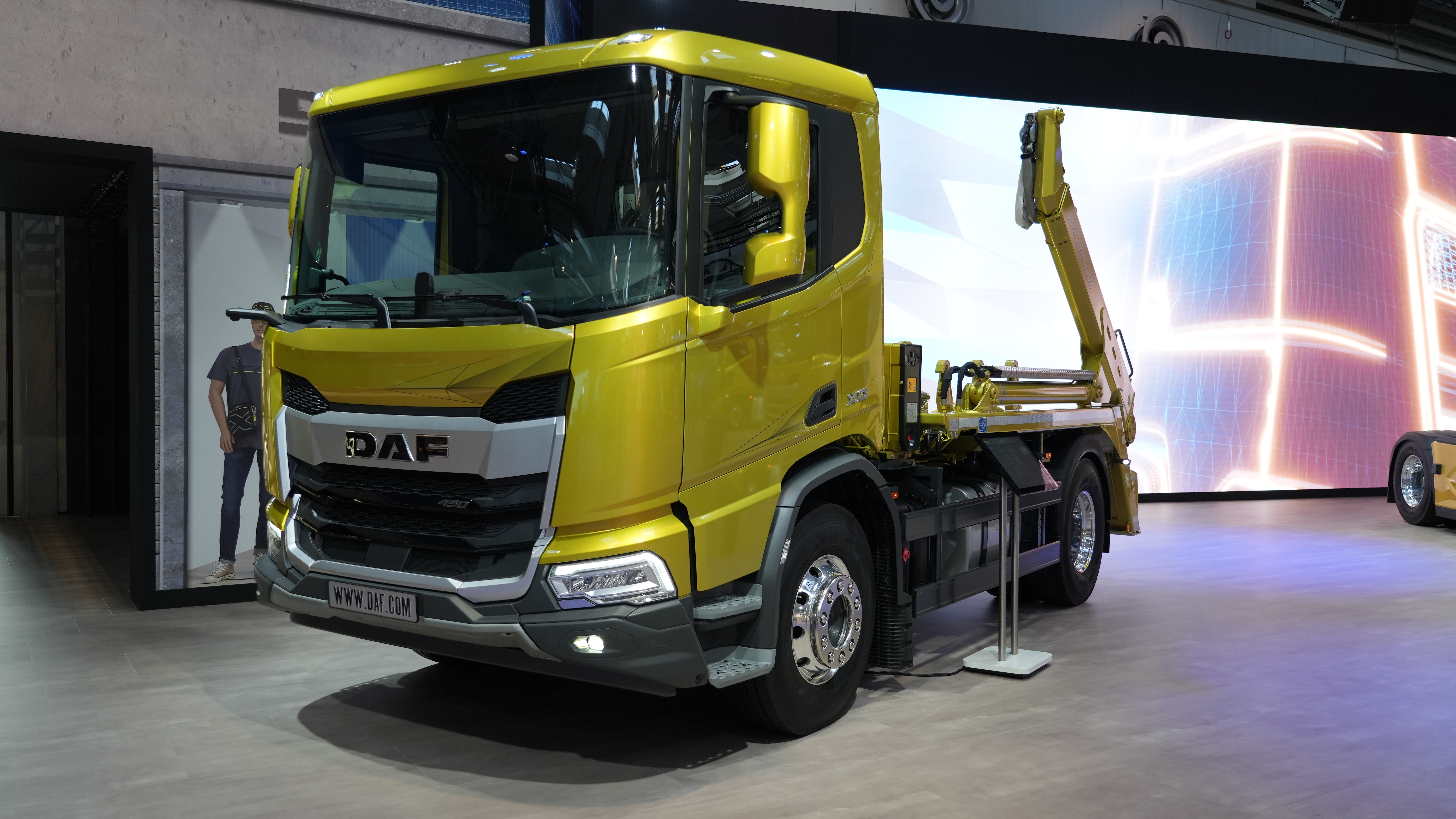

De DAF XD is een reeks middelzware vrachtwagens van Nederlandse vrachtautofabrikant DAF en volgt de DAF CF reeks op. Het model werd uitgeroepen tot Truck van het jaar. Er is ook een versie voor bouwvoertuigen, de DAF XDC.